# Michael Calce
Michael Calce est un hacker de l'Île-Bizard près de Montréal au Canada, anciennement connu sous le pseudonyme de Mafiaboy. Il a acquis une certaine notoriété après avoir lancé en février 2000 une série d'attaques de déni de service contre de gros sites Web commerciaux incluant Yahoo!, Amazon.com, Dell, E*TRADE, eBay et CNN, et ce alors qu'il n'était âgé que de 15 ans. Ces attaques, qui firent les manchettes de la presse internationale, auraient coûté un total d'environ 1,7 milliard de dollars US à ces entreprises.
Le FBI et la GRC ont commencé à s'intéresser à Mafiaboy après qu'il eut affirmé sur IRC qu'il était l'auteur de ces cyberattentats. Il est devenu le suspect principal après s'être vanté d'avoir fermé le site web de Dell, une information qui n'avait pas été publiée à ce moment. Il fut arrêté le 15 avril 2000.
Mafiaboy utilisait des logiciels fournis par d'autres crackers. Il était clair, pour le FBI et la GRC qui le surveillaient, qu'il n'était pas un hacker talentueux mais plutôt un script kiddie sans raffinement. Lui-même se définissait comme « plutôt entre les deux ». Pourtant son attaque demeure (aujourd'hui encore) l'une des attaques qui a causé le plus de pertes. Pour ses attaques, il a utilisé des logiciels créés par d'autres hackers, car il ne connaissait pas assez le langage C pour créer ses propres programmes de déni de service. Pour ses attaques, il aurait utilisé le logiciel trinoo, qu'il avait conçu avec un autre membre du groupe de hackers dont il faisait partie (TNT).
Au départ, il nia avoir commis des cyberattaques, disant qu'il ne faisait que des tests afin de créer un meilleur pare-feu. Cependant, il changea sa plaidoirie le premier jour du procès et plaida coupable à 56 des 66 chefs d'accusation qui pesaient contre lui. Il fut condamné à huit mois dans un centre de détention pour jeunes.
Ces attaques, en plus du préjudice financier à des multinationales américaines évalué à 1,7 milliard, ont montré le besoin d'améliorer la cybersécurité.
Comme l'exigeait la loi, son identité réelle fut tenue secrète lors de son arrestation et de son procès, puisqu'il était mineur. Le policier de la GRC qui l'a mis en état d'arrestation lui a proposé de travailler au renforcement de la sécurité sur Internet. Mafiaboy n'a jamais voulu contacter ce policier à cause de la manière dont il aurait traité son « œuvre criminelle ». 
Depuis le 21 septembre 2005, Mafiaboy écrit des articles sur la cybersécurité pour Le Journal de Montréal.
En 2008, Michael Calce est sorti de l'ombre avec une œuvre autobiographique portant principalement sur ses attaques informatiques. Il est passé à l'émission télévisée de Radio-Canada, Tout le monde en parle, le 26 octobre 2008, et y a avoué ne plus vouloir être identifié sous le nom de Mafiaboy, mais plutôt par son vrai nom, Michael Calce, affirmant du même coup que Mafiaboy était mort. Il a également affirmé ne pas avoir commis ces attentats dans le but de s'enrichir mais uniquement pour s'amuser et tester ses capacités.
Il travaille désormais dans une PME vendant aux usagers d'ordinateurs des programmes pour contrer les cybercriminels.